# Peter Philips
Peter Philips (neix cap 1560 - i mort a mitjan segle xvii, probablement el 1633) fou un compositor i organista anglès del segle xvii. Va ser en la seva època un dels més cèlebres autors europeus de motets i madrigals, que va deixar escrits per centenars.
Els musicògrafs també l'anomenen Petrus Philippus i Pietro Filippo. Professant la religió catòlica es va veure obligat a emigrar a Roma el 1596, passant poc temps després a Anvers, on fou nomenat organista de l'arxiduc Albert, governador de Flandes. Posteriorment desenvolupà canongies a Soignies i Bethune.
Fou un dels polifonistes més celebrats del seu temps, incloent la seva vasta labor les obres més notables següents: diversos llibres de madrigals i motets, amb baix continu, i els titulats Gemmulae sacrae; Les rossignols spirituels, (Valenciennes, 1615); Deliciae sacrae (1622); Paradisus sacris cantionibus conditus (1628), i alguns llibres de lletanies.
El catàleg de la Biblioteca de Joan IV de Portugal, encara menciona com a obres pòstumes de Philip, misses i salms a 8 i 9 veus i alguns motets a 6. En la col·lecció de virginalistes de Fitzwilliam s'inclou una Gran fuga per a orgue d'aquest notable polifonista anglès, en la que hi apareixen tractats els temes per inversió, augment i disminució.
Aquesta interessant personalitat musical l'estudià àmpliament Bergman en el seu llibre L'organiste des archiducs Albert e Isabelle, Petrus Philippus (Gant, 1903)